# Omobranchus ferox
Omobranchus ferox és una espècie de peix de la família dels blènnids i de l'ordre dels perciformes.

## Morfologia
- Els mascles poden assolir 6 cm de longitud total.[1]

## Reproducció
És ovípar.

## Hàbitat
És un peix de clima tropical.

## Distribució geogràfica
Es troba des de Sud-àfrica fins a l'Índia, Sri Lanka, Nova Guinea, les Filipines i les Illes Ryukyu.